# Telgruc-sur-Mer
Telgruc-sur-Mer (bretonisch Terrug) ist eine französische Gemeinde ganz im Westen der Bretagne im Département Finistère mit 2145 Einwohnern (Stand 1. Januar 2022).

## Geografie
Die Gemeinde liegt auf der Halbinsel Crozon in unmittelbarer Nähe der Atlantikküste im Regionalen Naturpark Armorique (französisch Parc naturel régional d’Armorique). Brest liegt 18 Kilometer nördlich, Quimper 32 Kilometer südlich und Paris etwa 500 Kilometer östlich.

## Sehenswürdigkeiten
Der Dolmen von Pen-ar-Run liegt nordwestlich von Telgruc-sur-Mer.

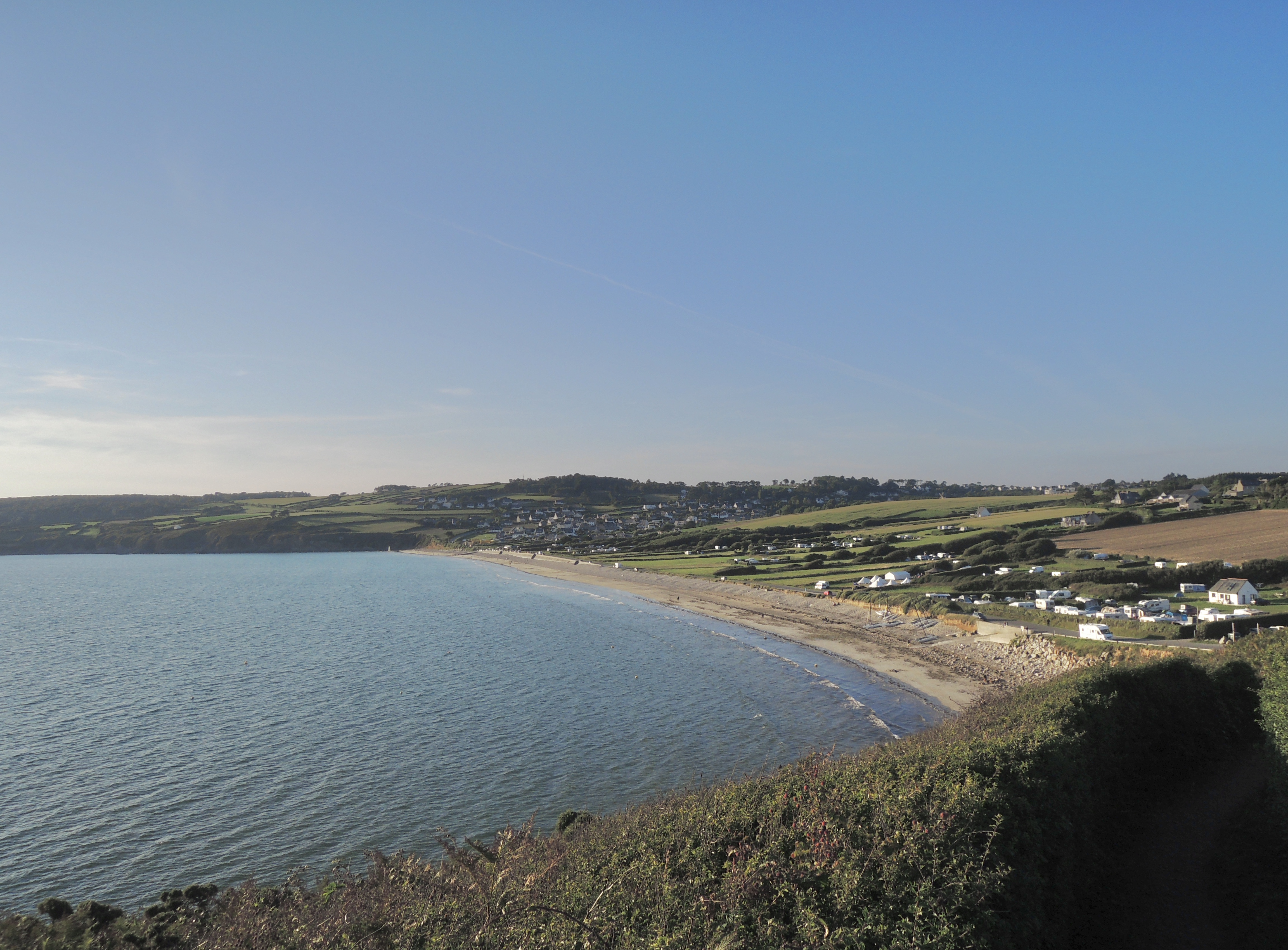
Strand von Telgruc-sur-Mer mit Blick auf die Gemeinde
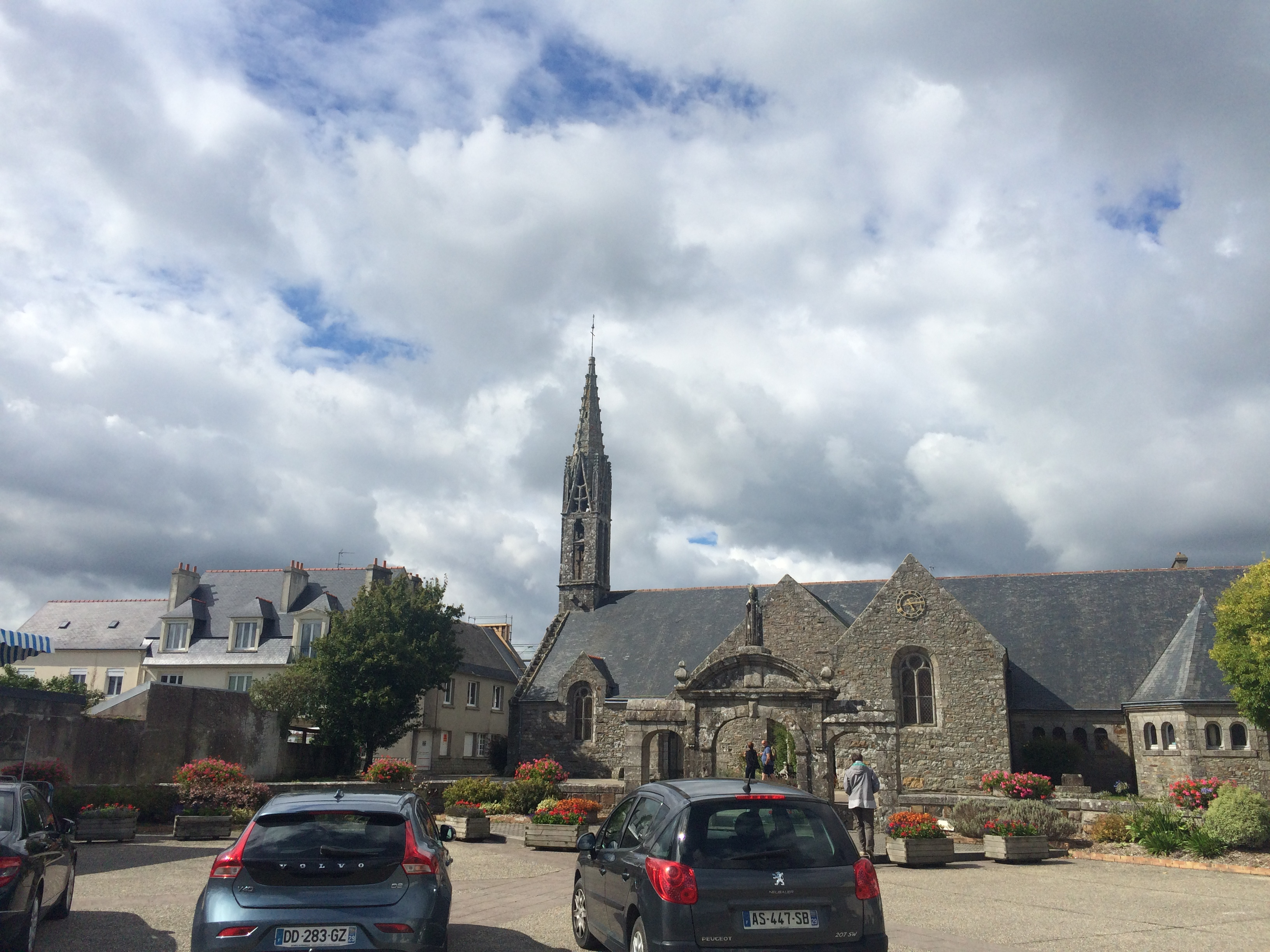
Kirche Saint Magloire im Ortskern von Telgruc-sur-Mer

Siehe auch: Liste der Monuments historiques in Telgruc-sur-Mer

## Bevölkerungsentwicklung
| Jahr                       | 1962 | 1968 | 1975 | 1982 | 1990 | 1999 | 2007 | 2017 |
| Einwohner                  | 1875 | 1901 | 1873 | 1838 | 1811 | 1822 | 2002 | 2085 |
| Quellen: Cassini und INSEE |      |      |      |      |      |      |      |      |

## Verkehr
Bei Le Faou und Châteaulin befinden sich die nächsten Abfahrten an der Schnellstraße E 60 (Nantes-Brest) und unter anderem in Châteaulin und Quimper gibt es Regionalbahnhöfe. Bei Brest befindet sich ein Regionalflughafen.